# Diploplecta adjacens
Diploplecta adjacens là một loài nhện trong họ Linyphiidae.
Loài này thuộc chi Diploplecta. Diploplecta adjacens được Alfred Frank Millidge miêu tả năm 1988.